# Сан Мартин (регион)
Вижте пояснителната страница за други значения на Сан Мартин.
Сан Мартин (на испански: San Martín в превод „Свети Мартин“) е един от 25-те региона на южноамериканската държава Перу. Разположен е в северната част на страната. Сан Мартин е с площ от 51 253,31 км². Регионът има население от 813 381 жители (по преброяване от октомври 2017 г.).

## Провинции
Сан Мартин е разделен на 10 провинции, които са съставени от 77 района. Някои от провинциите са:
1. Ел Дорадо
2. Ламас
3. Пикота
4. Сан Мартин